# Severià de Gabala
Severià de Gabala bisbe de Gabala a Síria (abans del 380; després del 408, però probablement abans del 425) fou un predicador popular a Constantinoble del 398/399 fins al 404. Es va convertir en enemic de Joan Crisòstom i va ajudar a condemnar-lo al Sínode del Roure.
És de vegades confós amb Eusebi d'Emesa en manuscrits, especialment en armeni.